# Arbrå

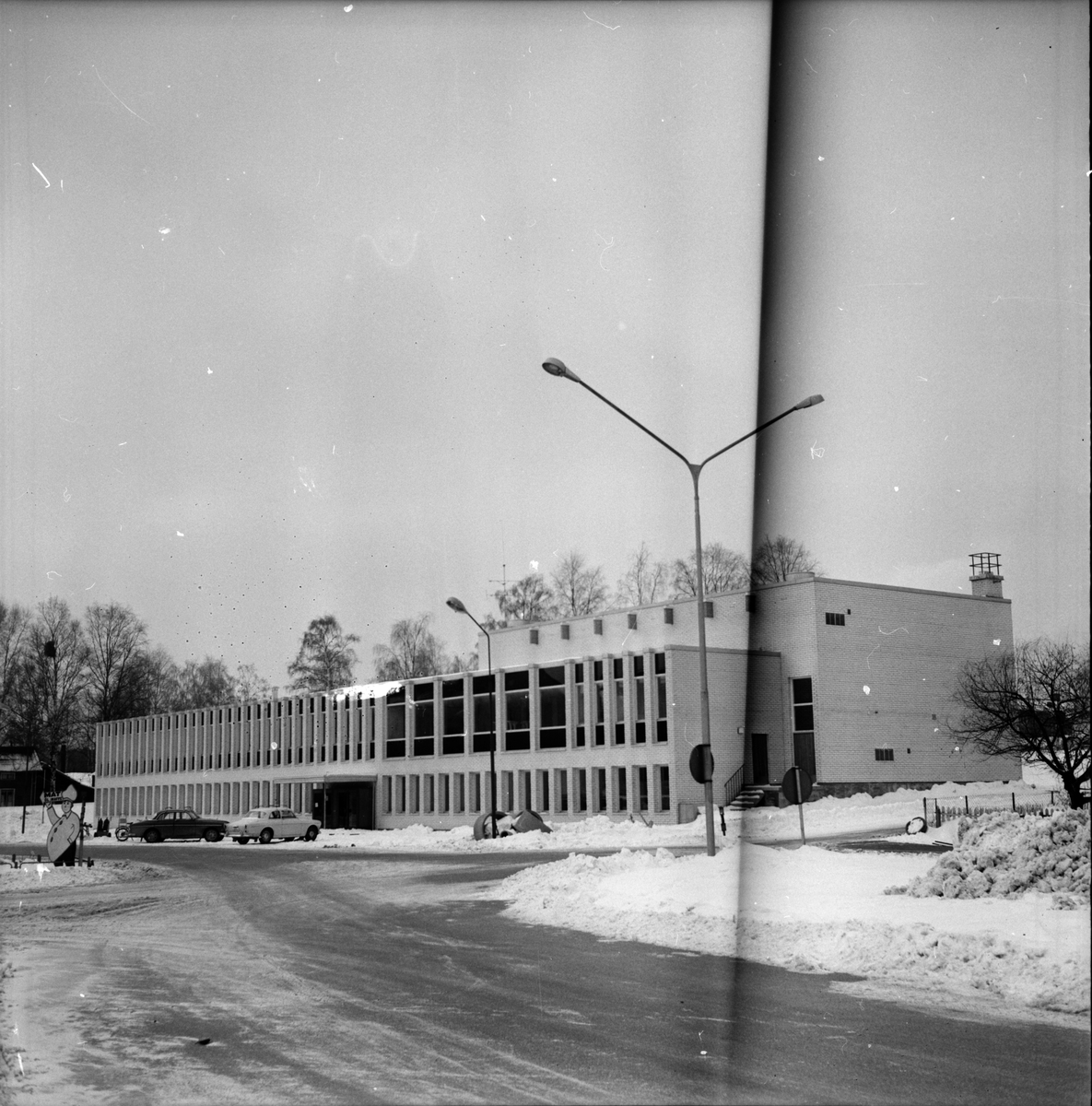
Arbrå Forum inför invigningen 1970.

Arbrå ([ˈárbrɔ]
 ( lyssna)) är en tätort i Bollnäs kommun och kyrkbyn i Arbrå socken i Hälsingland. Samhället ligger längs Ljusnan och vid Norra stambanan.

## Historia
Den äldsta nedteckningen av Arbrå är från 1314 och nämns då som ørboradh. Från 1500-talet finns bland annat stavningarna Arberådth och Ärbråd. Namnet har sammansättningen Arb-rå, där efterledet -rå betyder bygd, och förledet hänvisar till “de som bor vid ören” där ör avser sandbank och de sandstränder som finns i den del av Ljusnan som Arbrå ligger vid, såsom Orbaden vid Orsjön, inom Arbrå socken. Arbrå har därför sammanfattats betyda “de vid Ljusnans sandiga stränder boendes område”.
13 september 1907 inrättades Arbrå municipalsamhälle i Arbrå landskommun. Municipalsamhället upplöstes 31 december 1961. År 1970 invigdes Arbrå Forum med biblioteket och möteslokaler. 

### Arbrå kyrka
Arbrå kyrka ligger i kyrkbyn precis vid Ljusnans strand och uppfördes med början under 1400-talet. I början av 1500-talet utfördes valvmålningar i kyrkan. Dessa kalkades senare över, men togs fram igen vid en restaurering av kyrkan år 1914. 1754 färdigställdes en utvidgning av kyrkobyggnaden med korsarmar i söder och norr. Åren 1990–1991 genomfördes en större restaurering av kyrkan.

## Näringsliv och industri
Arbrås läge i Ljusnandalen och det som kallats för Arbåströmmarna har gett upphov till dåtida och nutida industriella verksamheter i och invid Arbrå stationssamhälle. Ljusnan stryps här samman mellan Kyrksjön och Flästasjön, samtidigt som en fallhöjd på ca 23 meter uppstår på en sträcka av omkring 1,5 km, fördelad på tre skilda strömfall. Sedan 1960-talet finns ett relativt stort vattenkraftverk, Norränge kraftstation, strax norr om tätorten. Därifrån leds Ljusnans vatten ner i en tunnel som har sitt utlopp på södra sidan av Forsön.
När norra stambanan byggdes förlades järnvägsstationen alldeles intill mellersta fallet som hade den största fallhöjden och där kraft sedan gammalt uttagits med vattenhjul för linskäktar, kvarnar, anläggningar för sågning av timmer och hyvling med mera. Platsen hade stora naturliga förutsättningar för den industriella verksamhet som sedermera kom till stånd. När bandelen Bollnäs–Järvsö den 1 oktober 1879 uppläts för trafik löstes även kommunikationerna på ett tillfredsställande sätt.

### Industrihistoria
Industriorten Arbrå kom att utvecklas under inflytande av inflyttade affärsmän. Elis Schenson grundade Arbrå Mekaniska Verkstads AB, som lades ned 1908. Här kan också nämnas Adolf Unger och Adolf Unger Jr som drev Adolf Ungers industriaktiebolag, nerlagt 1926.
Eric Sundin, började tillverka skidor i Arbrå 1925 men efter en brand 1927 flyttades tillverkningen till Hudiksvall. Där vidareutvecklades verksamheten och han startade även företagen Hiab och Sunfab. Fram till mitten av 1950-talet fanns Oskar Skoglunds Mekaniska Verkstad. Anders Fahlin, samt AB Olsson och Fahlin sedermera Arbrå Lantbruksmaskiner AB namnändrat till Arbrå Verkstads AB (AVA)1922. Dit kom Anders Bremmer kom som VD 1924 och AVA utvecklades kraftigt de kommande årtionden. Under andra halvan av 1900-talet fanns en mängd mindre och verksamma företag i Arbrå. 
Andra industriella verksamheter som längre tillbaka bedrivits i Arbrå är bland annat nedanstående företag.
| Albert Edmans Mekaniska Verkstad | Arbrå Träprodukter         | Ingvar Hedlunds Snickeri     |
| Arbrå Elektriska Kvarn           | Arvidssons Gjuteri         | Källers Smedja               |
| Arbrå Kakelfabrik                | Bertil Olssons Fabriks AB  | Sven Linde Bygg AB           |
| Arbrå Kassaskåpsfabrik           | Brobergs Modellverkstad    | Martin Erikssons Snickeri    |
| Arbrå Kraftverk                  | Danielsson & Wiks Snickeri | Olle Jonssons Snickerifabrik |
| Arbrå Markisfabrik               | Forneby Cementvaru         | Svenska Dragspelsfabriken    |
| Arbrå Smide                      | Forsbro Mekaniska Verkstad | Tyko Janssons Plåtslageri    |
| Arbrå Såg                        | Forsbro Yllefabrik         | Öjungssågen                  |

### Industriarkiv
I Arbrå industriarkiv bevaras historiskt material bevarat från de mekaniska verkstadsrörelser som genom åren verkat i området mellan järnvägen och Ljusnan.

### Industrier idag

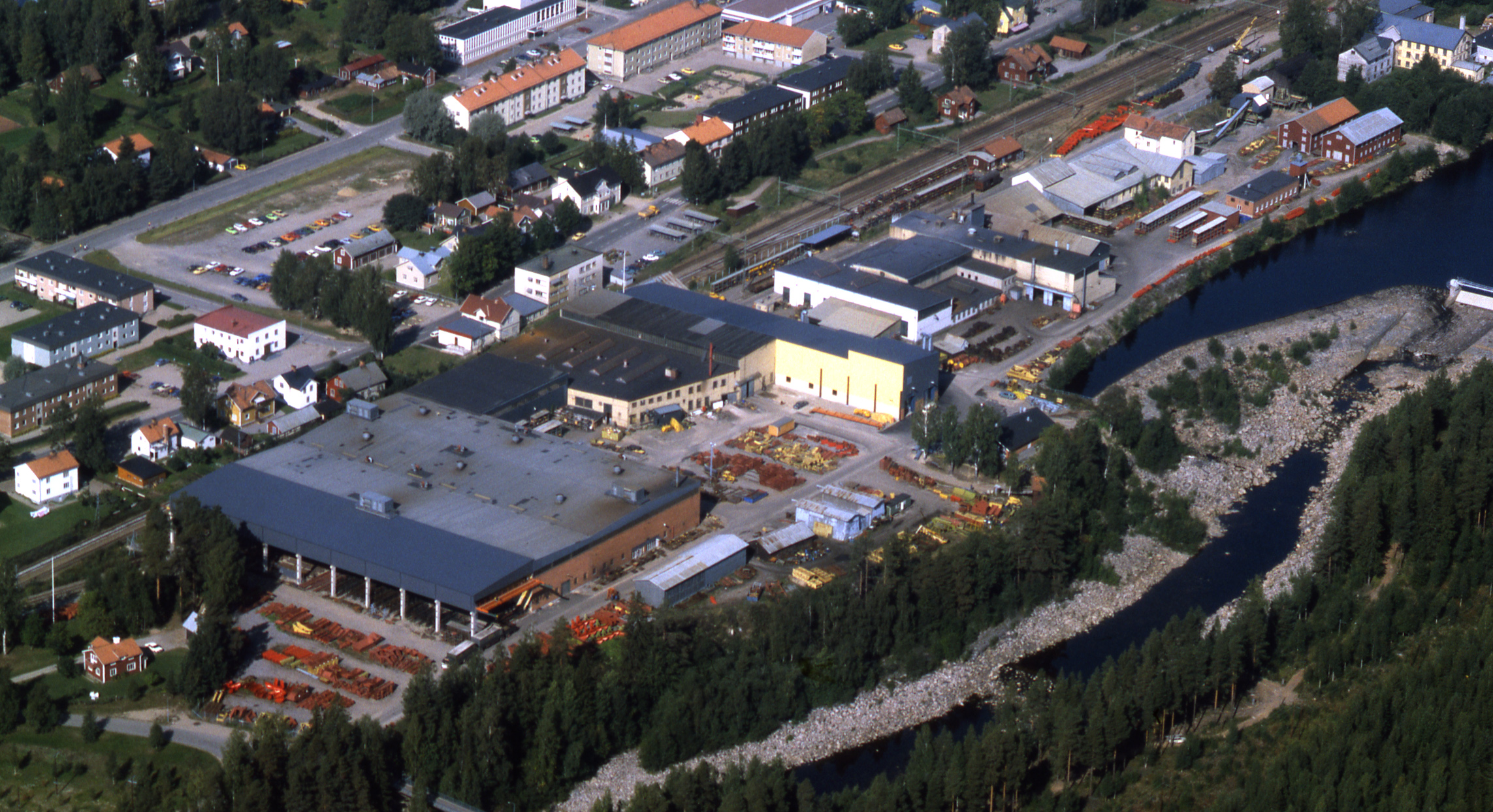
Flygfoto över Arbrå från 1980 som visar Svedala Arbrå AB.

Svedala Arbrå AB bildades genom sammanslagning på 1970-talet och blev sedermera Sandvik SRP. Denna verksamhet upphörde helt 2004. Företagaren Bror Eriksson drev Bruks Mekaniska AB som numera är en av de större industrierna i Arbå Bruks AB och en del av koncernen Bruks Siwertell Group AB. Björkträ Timber AB, Syntema i Arbrå AB, Hälsingetrailer AB, Arbrå Industricenter (företagshotell i gamla Svedala Arbrås lokaler) där återfinns WTJ Produktion AB, Weldone Svets AB, M&D Svetsservice AB, Kesam Industrilackering AB m.fl. Vidare har H1 Communication AB ett kundservicekontor i Fortums (Hälsingekrafts) tidigare huvudkontor.

## Kultur
I centrala Arbrå finns bland annat bibliotek, biograf och Sagateatern. Orten är en av anhalterna under Hälsingehambon, som under många år skedde på Arbrå Fornhem.

### Träslottet

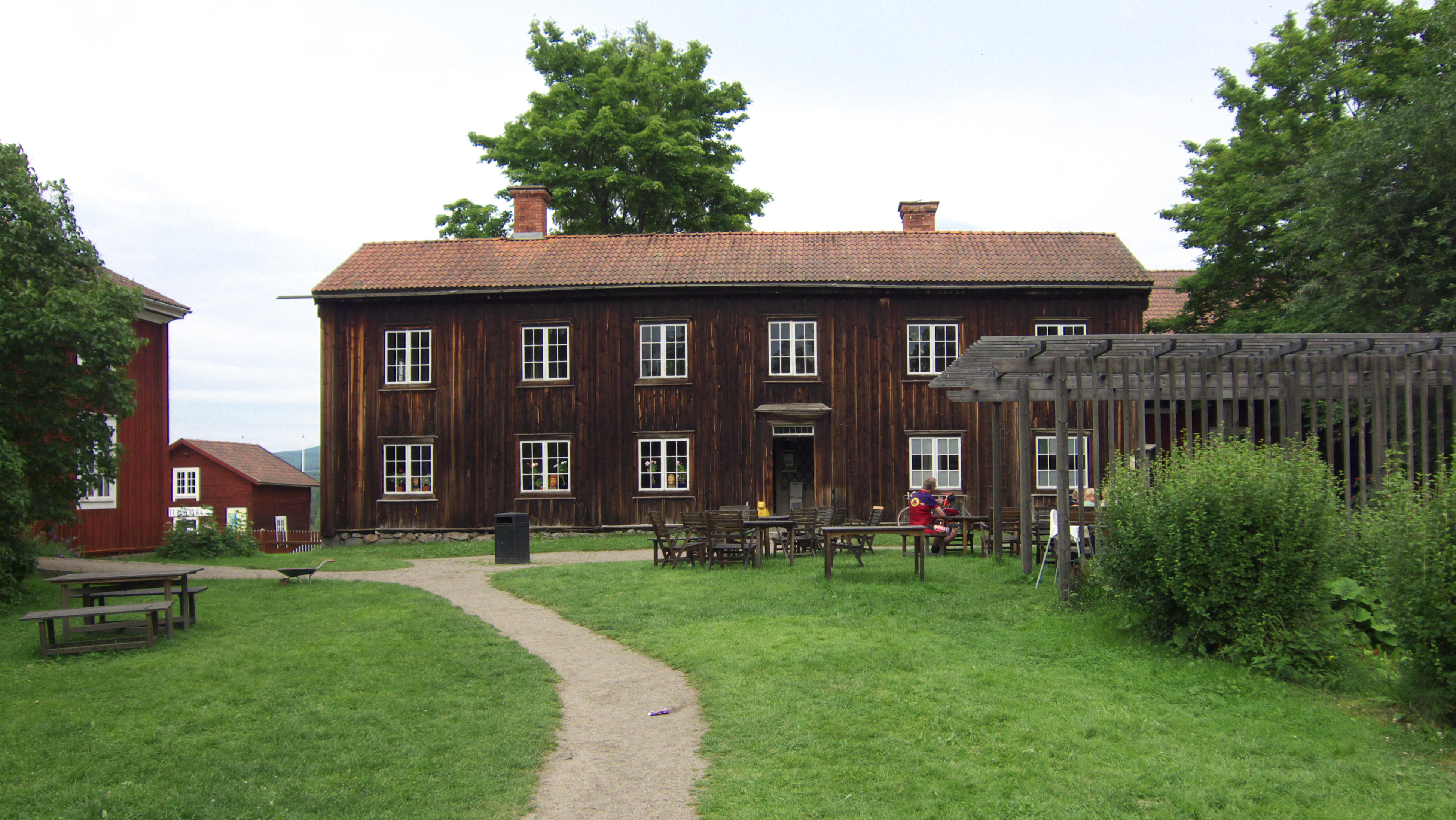
Träslottets huvudbyggnad.

Hälsingegården Hans-Anders gjordes känd genom konsumentupplysaren Willy Maria Lundberg under 1960-talet som Träslottet. Det ligger vid avfarten mot Koldemo och visar kulturarv och är Bollnäs kommuns besökscentrum för världsarvet Hälsingegårdar. 

### Arbrå Fornhem

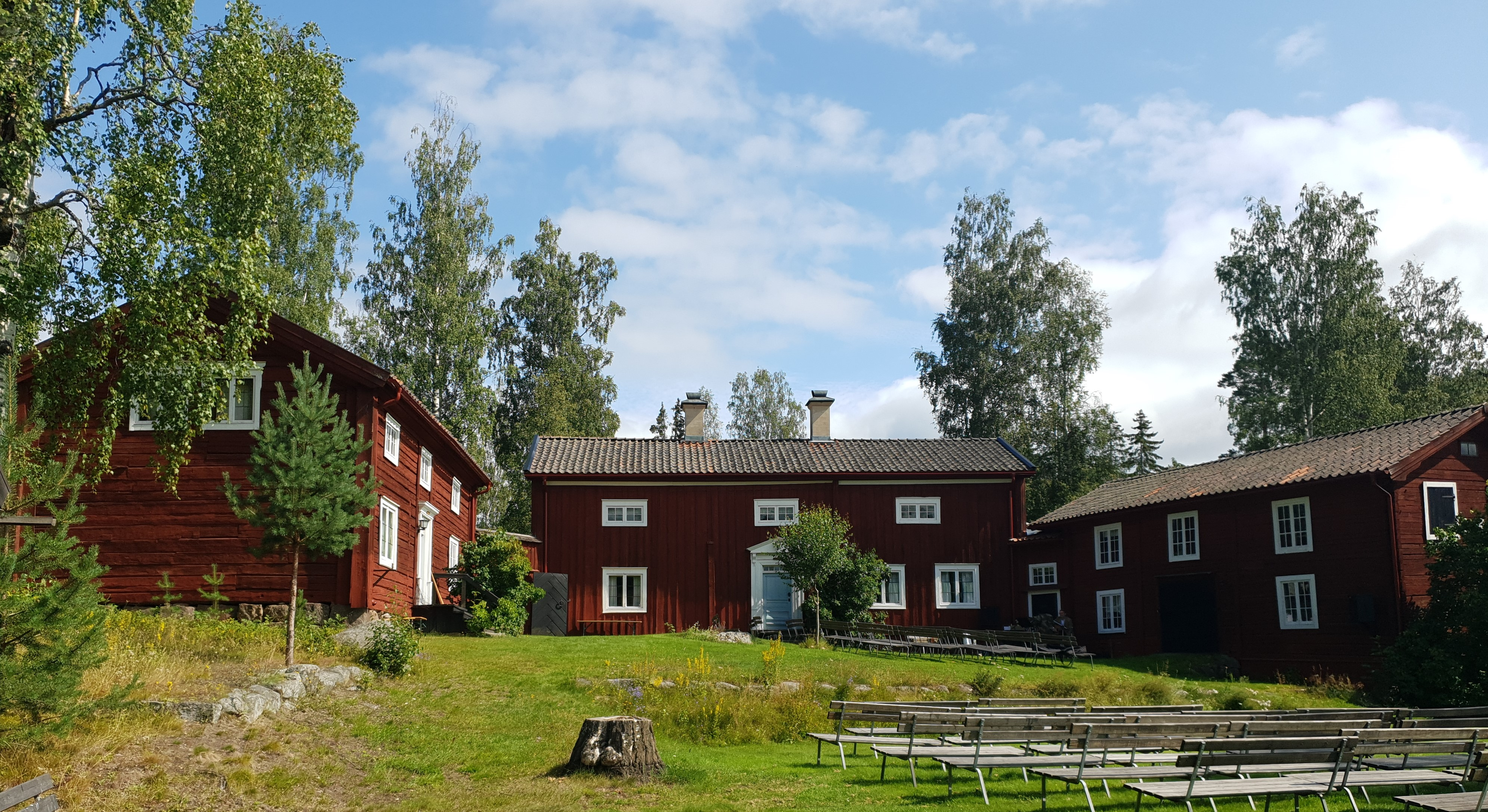
Fornhemmet med Erslars-byggningen i mitten.

På Storgatan i centrala Arbrå ligger Arbrå Fornhem som drivs av Arbrå Hembygds och Fornminnesförening. Fornhemmet har utställningar och museisalar som visar upp lokal kulturhistoria från Arbrå och Arbrå socken så som textilier, industrihistoria, väggmålningar och en gammal skolsal.

## Idrottsliv
Idrottslivet i Arbrå är starkt rotat, och mest framstående är handbollsklubben Arbrå HK vars damlag tidigare spelat i Division 1 östra mellansvenska. För övrigt finns också bland annat skid- och fotbollsklubb. Invid samhället ligger skidbacken Koldemoåsen som var en av Hälsinglands första. Tidigare har också friidrotten varit mycket stark. Svenska mästare inkluderar Per Eriksson i tiokamp, Thomas Eriksson i höjdhopp och Malin Ström i Löpning 100 meter. Thomas Eriksson satte också svenskt rekord i både höjdhopp och tresteg tävlande för Arbrå.

## Befolkningsutveckling
| Befolkningsutvecklingen i Arbrå 1950–2020 | Befolkningsutvecklingen i Arbrå 1950–2020 | Befolkningsutvecklingen i Arbrå 1950–2020 | Befolkningsutvecklingen i Arbrå 1950–2020 | Befolkningsutvecklingen i Arbrå 1950–2020 |
| ----------------------------------------- | ----------------------------------------- | ----------------------------------------- | ----------------------------------------- | ----------------------------------------- |
|                                           |                                           |                                           |                                           |                                           |
| År                                        |                                           |                                           | Folkmängd                                 | Areal (ha)                                |
| 1950                                      | 1950                                      |                                           | 1 255                                     |                                           |
| 1960                                      | 1960                                      |                                           | 1 934                                     |                                           |
| 1965                                      | 1965                                      |                                           | 2 133                                     |                                           |
| 1970                                      | 1970                                      |                                           | 2 491                                     |                                           |
| 1975                                      | 1975                                      |                                           | 2 734                                     |                                           |
| 1980                                      | 1980                                      |                                           | 2 818                                     |                                           |
| 1990                                      | 1990                                      |                                           | 2 680                                     | 388                                       |
| 1995                                      | 1995                                      |                                           | 2 499                                     | 397                                       |
| 2000                                      | 2000                                      |                                           | 2 294                                     | 397                                       |
| 2005                                      | 2005                                      |                                           | 2 262                                     | 397                                       |
| 2010                                      | 2010                                      |                                           | 2 215                                     | 394                                       |
| 2015                                      | 2015                                      |                                           | 1 961                                     | 291                                       |
| 2020                                      | 2020                                      |                                           | 2 108                                     | 309                                       |
|                                           |                                           |                                           |                                           |                                           |

## Kända profiler från orten
- Anna-Clara Tidholm, författare och konstnär (inflyttad)
- Eric Berglund, författare av bland annat boken Byriket (Norränges- och Arbråbygdens historia)
- Eric Sundin, grundare av bland annat Hiab
- Gottfrid Fröderberg, kommunalpolitiker
- Gösta "Snoddas" Nordgren, sångare och bandyspelare
- Ida Gawell-Blumenthal, Delsbostintan
- Joel Groth, friidrottare, svensk mästare
- Peter ”Puma” Hedlund, riksspelman, världsmästare på nyckelharpa (bosatt i Iste)
- Peter Stormare, skådespelare
- Po Tidholm, journalist, författare och kulturdebattör (uppvuxen i Arbrå)
- Thomas Tidholm, författare (inflyttad)
- Tove Lifvendahl, före detta MUF-ordförande och chefredaktör för SvD (uppvuxen i Arbrå)

## Bilder

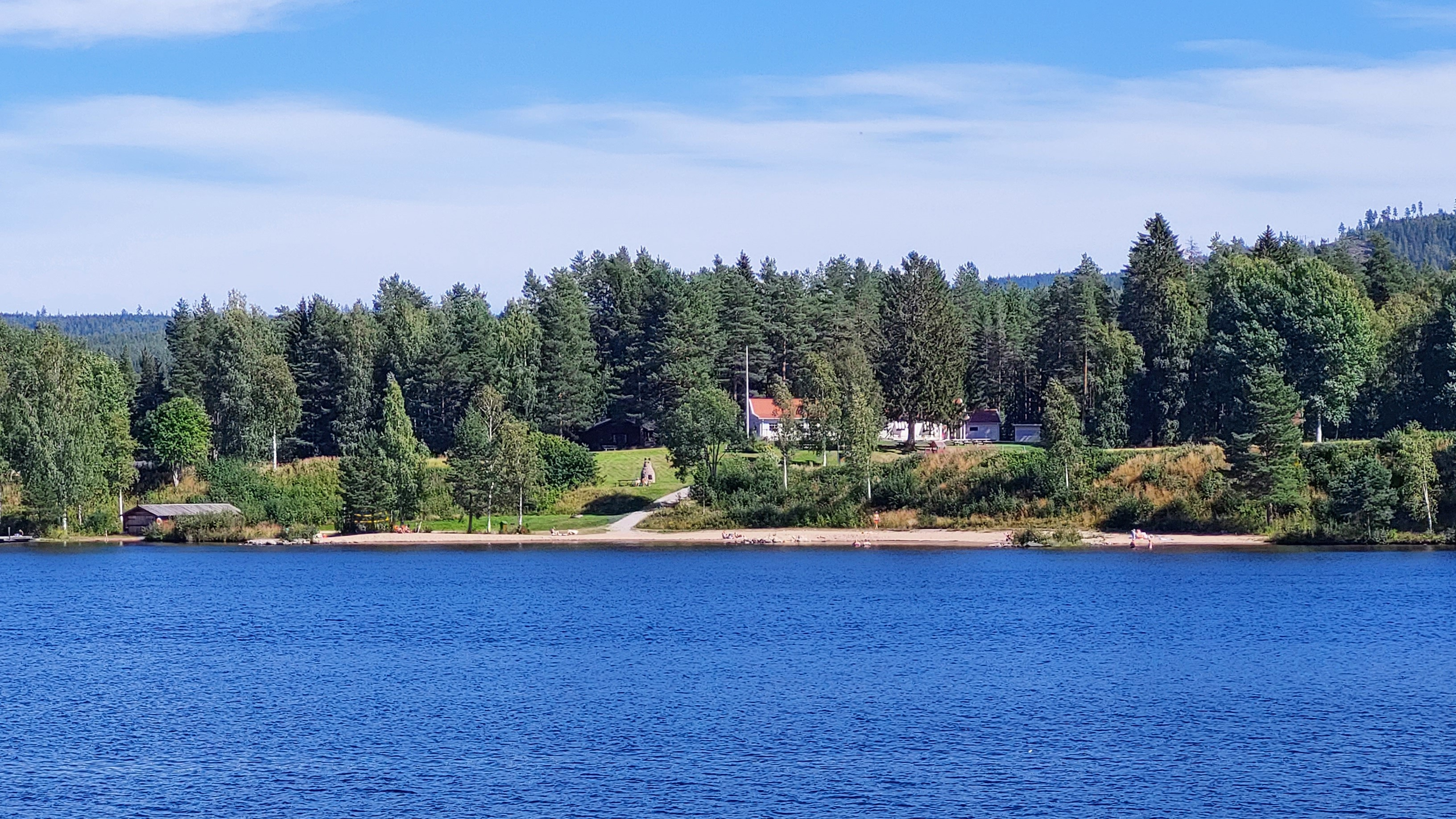
Vy över Fagernäsbadet sommaren 2022.
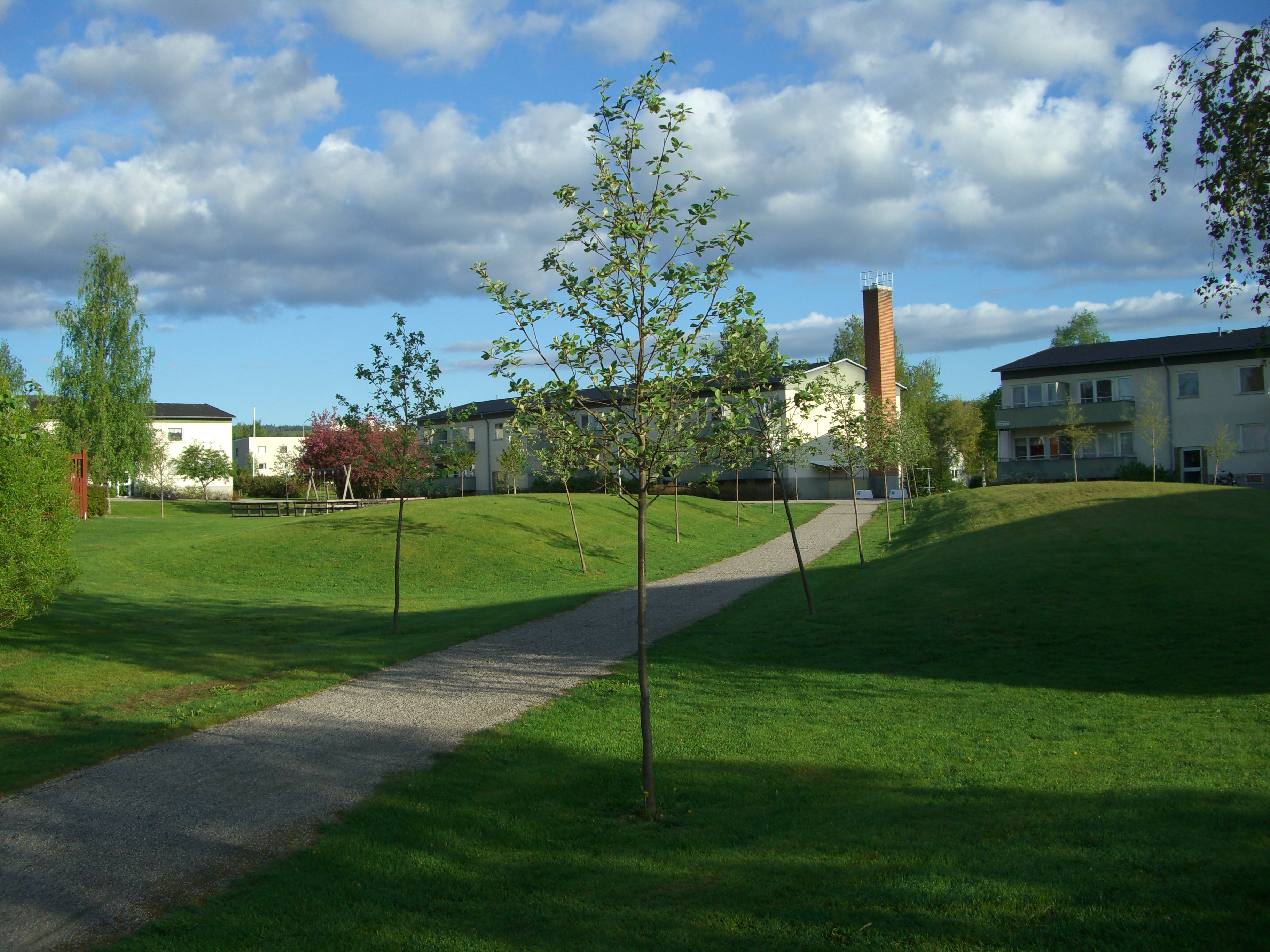
Åsparken sommaren 2007.
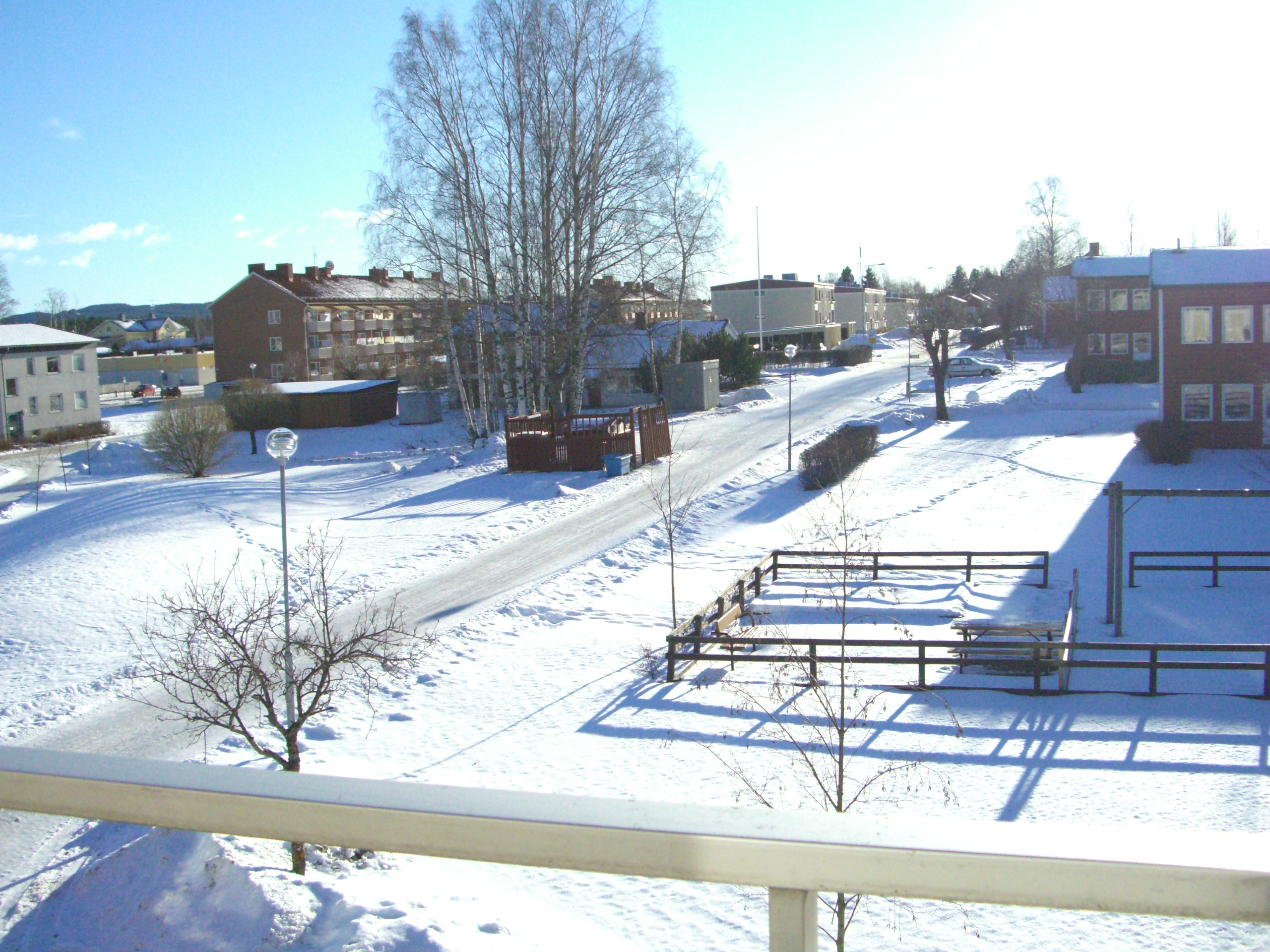
Åsparken vintern 2007.
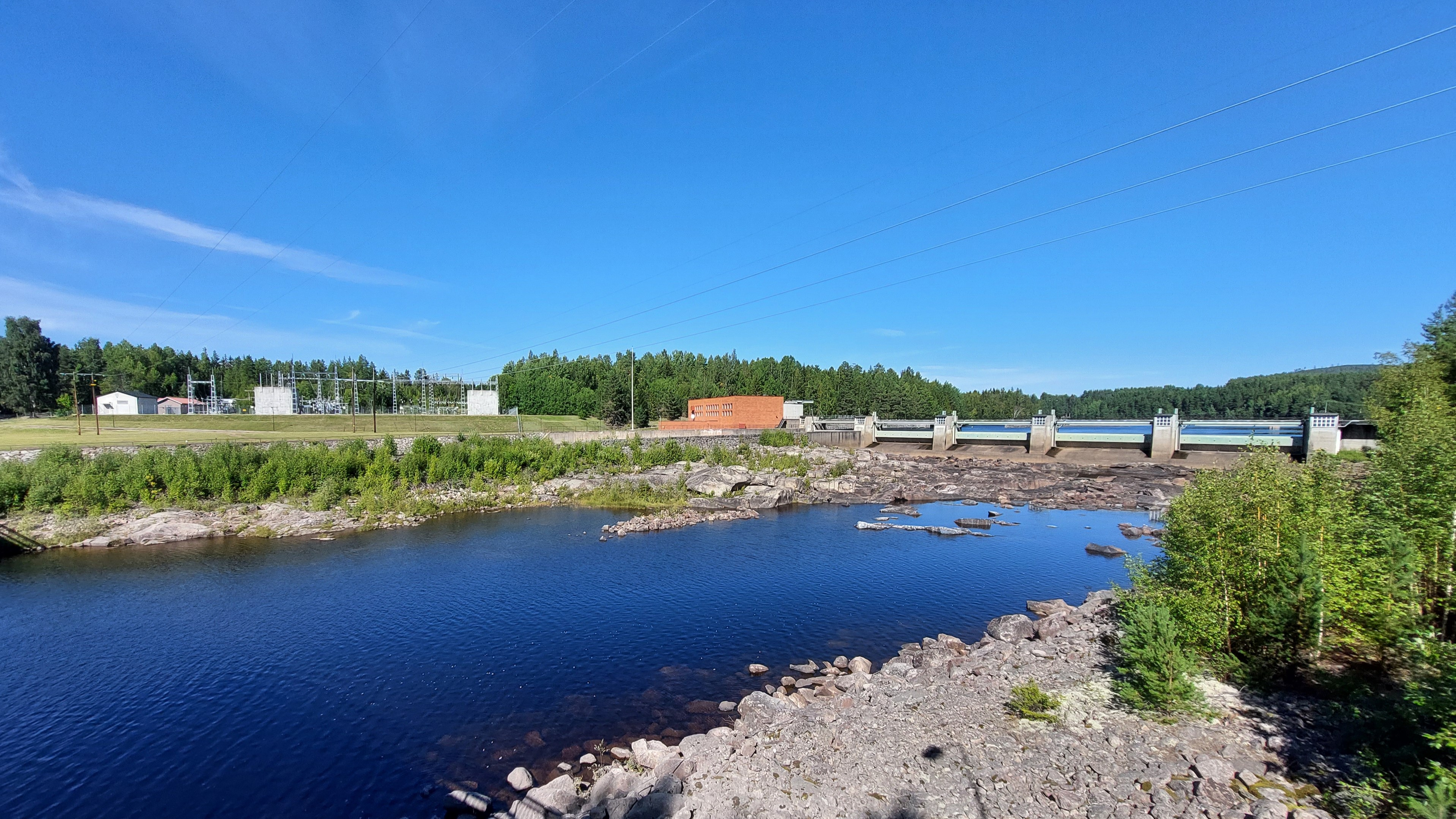
Norränge kraftverk år 2022.
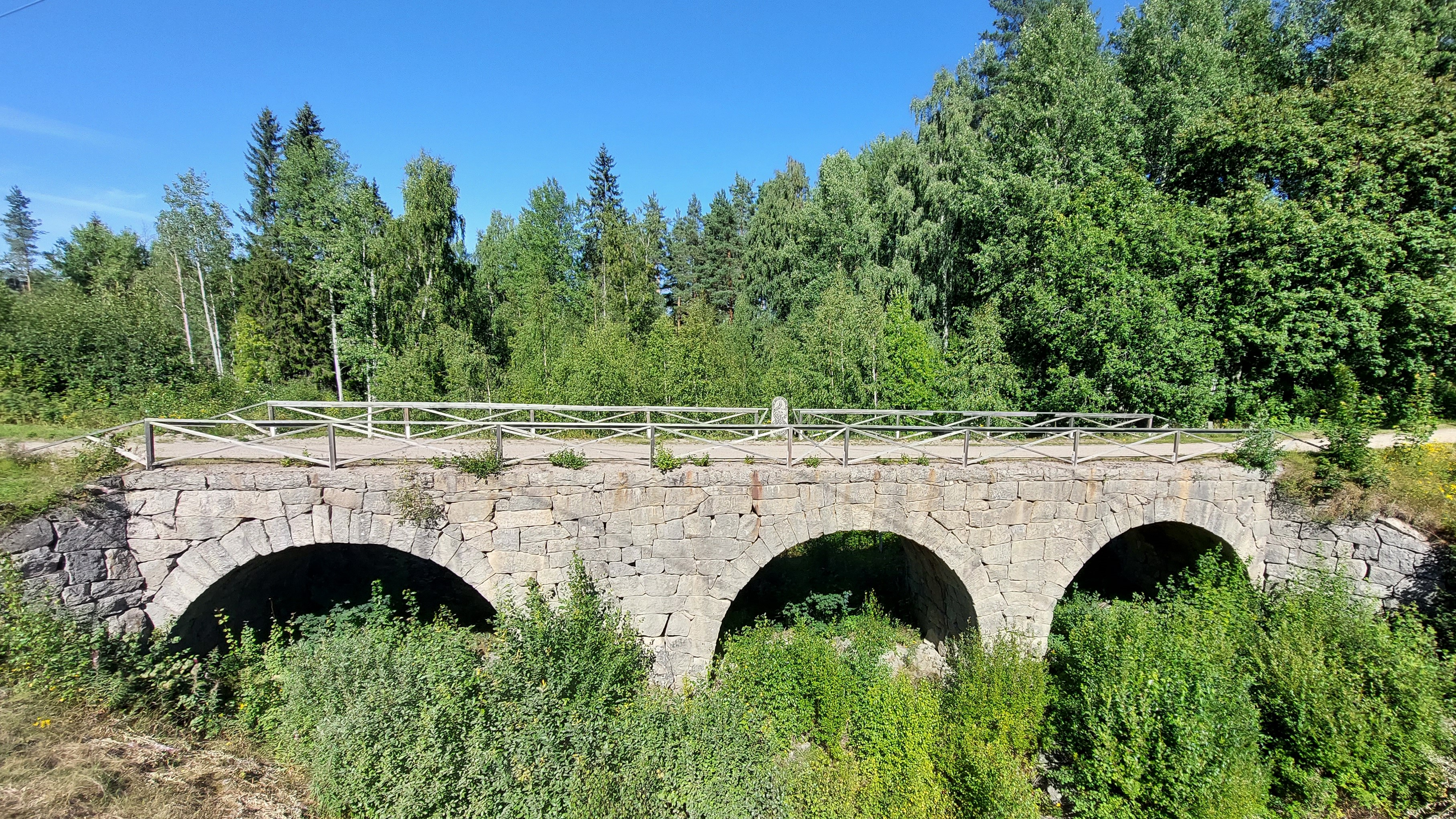
Gamla bron i Norränge år 2022. I mitten av bron finns en minnessten.
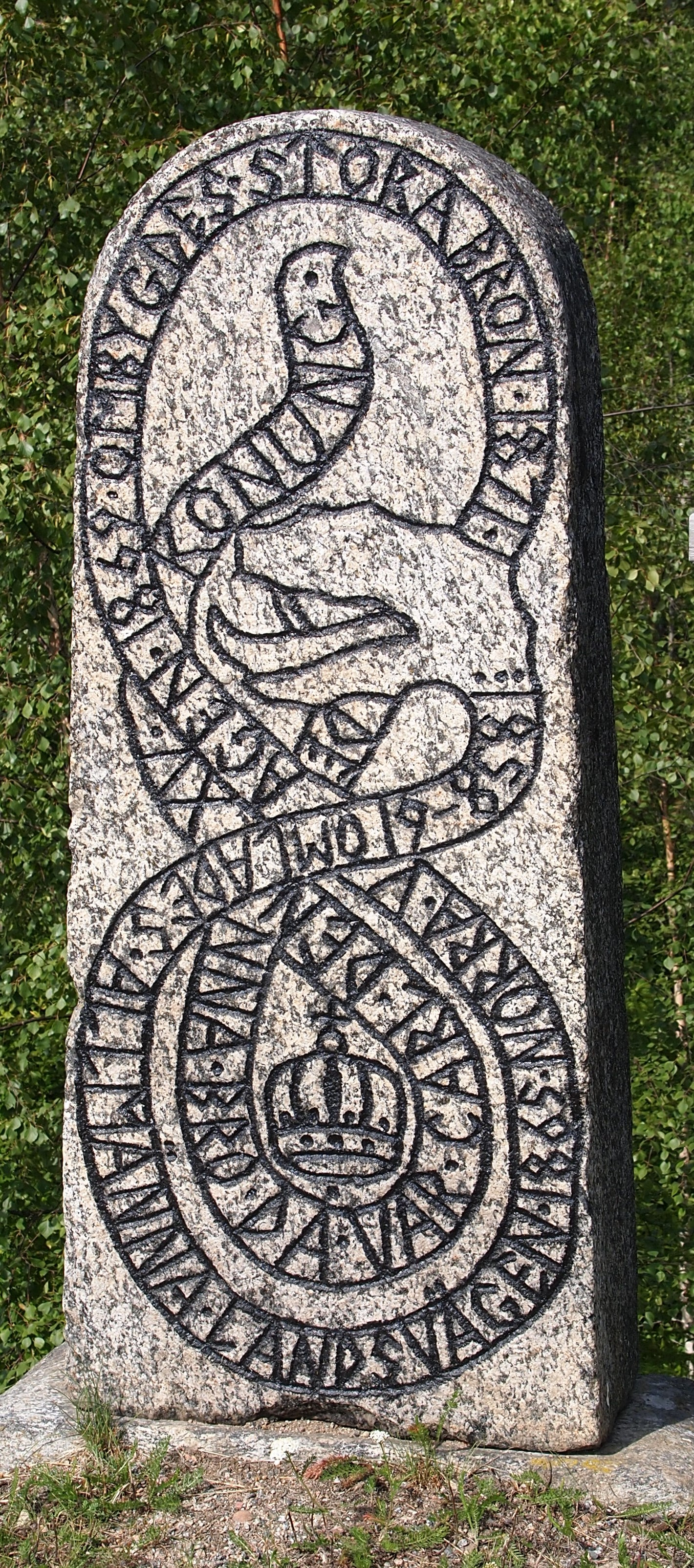
Minnessten på gamla bron i Norränge, med den inhuggna inskriften "1858-61 omlades allmänna landsvägen, 1865 norra vägen, 1869 ombygdes stora bron, 1871 denna bro, då var Carl den XV konung".
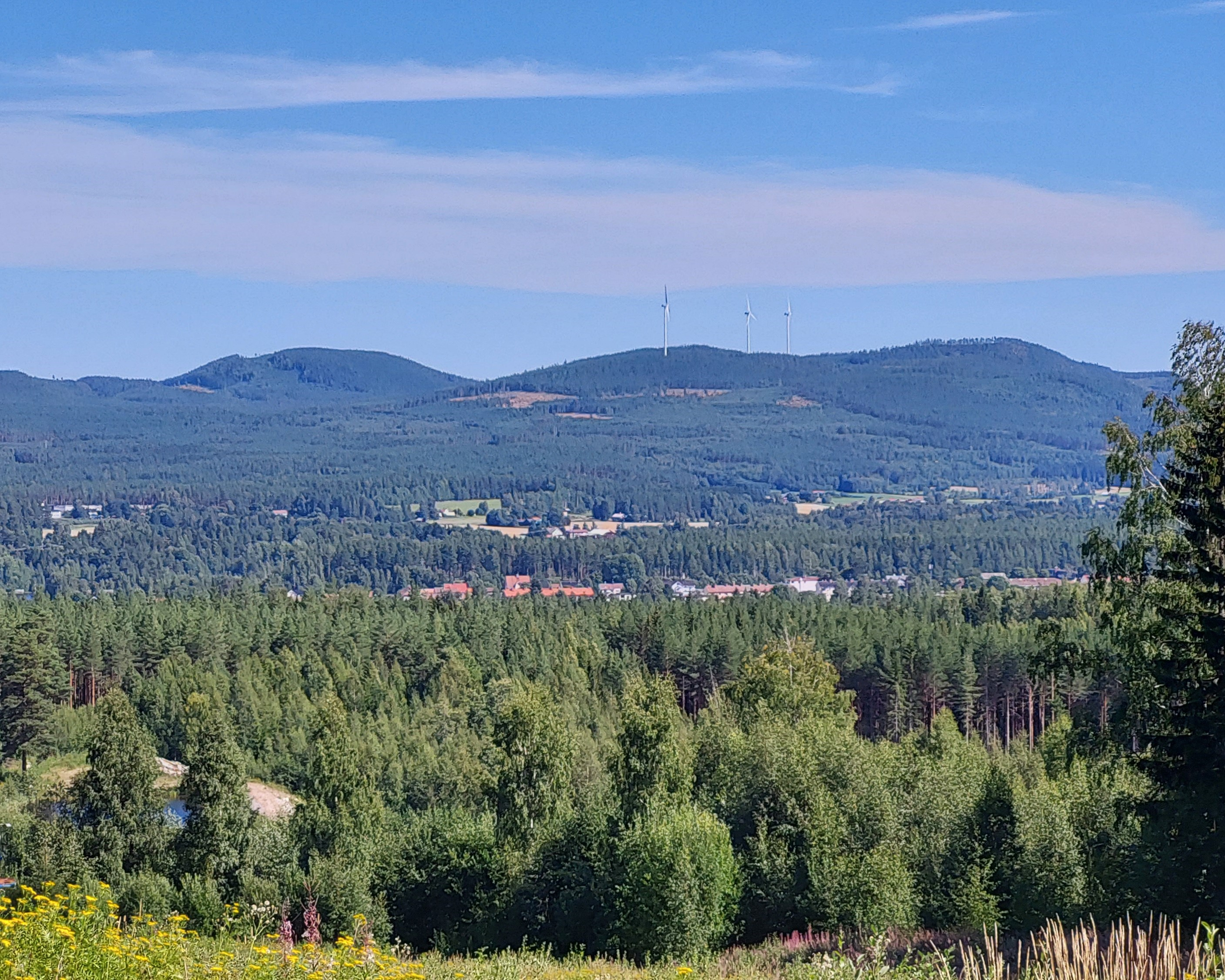
Vy över Arbrå och Norränge från Koldemoåsen sommaren 2022.